# Klophengst
Een klophengst is een onvruchtbaar gemaakt of een van nature onvruchtbaar mannelijk paard.
Bij een klophengst zijn de teelballen met een houten hamer of anderszins verbrijzeld. Ook wordt de benaming klophengst gebruikt voor een hengst waarbij één of beide teelballen in de buikholte is blijven zitten en dus niet is afgedaald in de balzak (scrotum). Een klophengst is, als beide testikels niet in het scrotum liggen, onvruchtbaar. Tegenover merries gedragen zij zich echter net zoals een normale hengst zou doen, omdat zij normaal meestal wel testosteron produceren met gevolgen voor hun temperament.
Als een klophengst wordt gecastreerd, wordt soms niet de moeite genomen om ook deze tweede teelbal te verwijderen, omdat dit via een ingrijpender operatie zou moeten gebeuren dan de normale castratie. Als het dier vervolgens wordt verkocht als een ruin kan de nieuwe eigenaar hier problemen mee krijgen, omdat een onvolledig gecastreerde klophengst minder rustig is dan van een echte ruin mag worden verwacht.